# Kollmoor
Kollmoor è un comune tedesco del circondario di Steinburg, nella regione dello Schleswig-Holstein. Ha circa 30 abitanti.